# Wendens krets

Wendens krets läge i guvernementet Livland.

Wendens krets (lettiska: Cēsu apriņķis, tyska: Wendensche Kreis, ryska: Венденский уезд), var en av nio kretsar som guvernementet Livland i Kejsardömet Ryssland var indelat i. Den var belägen i den sydöstra delen av guvernementet, ett område som idag utgör en del av nordöstra Lettland. Huvudort var Cēsis (tyska: Wenden).